# Конвой H-29
Конвой H-29 — японський конвой часів Другої світової війни, проведення якого відбувалось у червні 1944-го.
H-29 належав до серії конвоїв, які в 1943—1944 роках ходили між важливим транспортним хабом у Манілі та островом Хальмахера зі складу Молуккського архіпелагу (північний схід Нідерландської Ост-Індії), який, зокрема, відігравав важливу роль у постачанні японських сил на заході Нової Гвінеї.
До складу конвою увійшли транспорти «Курамасан-Мару», «Франсе-Мару» (France Maru), «Хібі-Мару», «Джунпо-Мару» (Junpo Maru), «Макассар-Мару», «Тайю-Мару» (Taiyu Maru) та «Ямагіку-Мару». Охорону забезпечували кайбокан (фрегат) CD-10, патрульні кораблі PB-103 і PB-105 та мисливець за підводними човнами CH-45.
12 червня 1944-го загін вийшов з Маніли. 17 червня при проходженні повз Замбоангу (південно-західне завершення острова Мінданао) «Хібі-Мару» відокремився та зайшов до цього порту.
Хоча маршрут конвою пролягав через кілька районів, де традиційно патрулювали ворожі підводні човни, цього разу операція пройшла без інцидентів і 23 червня японський загін досягнув острова Хальмахера.